# Constantin Foamete

Fata babei și fata moșului (Parcul Herăstrău, București)

Constantin Foamete (n. 8 decembrie 1932, Crișcăuți, Județul Soroca (interbelic) – d. 13 septembrie 1998) a fost un sculptor monumentalist român.
S-a născut în familia unui preot din satul Vadul Rașcov. Mama sa, Lidia Cernei, a fost învățătoare la școala din Crișcăuți.
A absolvit al Institutul de arte plastice „Nicolae Grigorescu” din București în anul 1958.
Preocupările lui Constantin Foamete s-au situat aproape exclusiv în aria sculpturii monumentale, dar a făcut și lucrări de artă decorativă, de asemenea monumentale (mozaic), și sporadic scenografie.

## Expoziții
Student fiind, a debutat în 1957 la Expoziția tineretului din București, și din nou în 1959, apoi a participat la manifestări colective și la expoziții de artă decorativă. A trimis lucrări la expoziția de grafică și sculptură românească organizată la Cracovia, în Polonia în anul 1968, precum și la expozițiile de desene ale sculptorilor, de la Moscova și Leningrad din anul 1961. În 1971 a expus la New York, Kubik Gallery iar în 1975 la Berlin, expoziția Plastik und Blumen.

## Distincții
- Ordinul „Meritul Cultural” clasa a IV-a (16 decembrie 1972) „pentru merite deosebite în opera de construire a socialismului, cu prilejul aniversării a 25 de ani de la proclamarea Republicii”[4]

## Lucrări
- Monumentul lui Nicolae Bălcescu amplasat la Pitești, în 1959.
- Vlaicu Vodă, în Curtea de Argeș (1969).[5]
- Visare (1970)[3]
- Meditație (1970)[3]
- Cooperatistă, Baia Mare [6]
- Fata babei și fata moșului (Parcul Herăstrău, București)
- Bustul lui Alexandru Macedonski, amplasat în Grădina Botanică din Craiova (1975, la comemorarea a 120 de ani de la naștere și 55 de ani de la moarte).[7][8]